# Gui du Merle
Gui du Merle est un évêque de Lisieux du XIIIe siècle, mort en 1285 au château des Loges, près de Lisieux. 

## Biographie
Gui du Merle aurait pour père Melloc du Merle, seigneur du Merle-Raoul (ou du Merlerault), baron de Messey. 
Il devient archidiacre de Coutances et chantre de Rouen. 
Élu évêque comte de Lisieux en 1267, il est confirmé à Paris par l'archevêque Eudes Rigaud le 2 juillet puis consacré à Rouen le 21 août en présence de Thomas d'Aunou, évêque de Sées. 
Il participe aux conciles de la province tenus en 1267, 1270 et 1279, dont le dernier, le plus célèbre, régentera la discipline des maisons religieuses.
En 1278, il consacre le grand autel de l'abbaye de Jumièges. C'est également à cette époque qu'il confirme ou accroît les donations faites par son diocèse aux religieux dominicains.
En 1280, il est cité comme "puissant appui" de Ranulphe de la Houblonnière pour sa nomination à l’évêché de Paris.
En 1282, il participe avec les évêques de la province ecclésiastique de Rouen à une enquête sur la vie de Saint Louis, qui se conclut en octobre par une lettre adressée au pape en faveur de sa canonisation.
Bienfaiteur de plusieurs abbayes et d’une multitude d’œuvres, Gui du Merle meurt en 1285 dans son château des Loges.
Son frère Foulques du Merle sera maréchal de France en 1302.